# Saint-Just (Eure)
Saint-Just ist eine Ortschaft und eine Commune déléguée in der französischen Gemeinde La Chapelle-Longueville mit 1283 Einwohnern (Stand: 1. Januar 2018) im Département Eure in der Region Normandie. 
Mit Wirkung vom 1. Januar 2017 wurden die früheren Gemeinden Saint-Pierre-d’Autils, La Chapelle-Réanville und Saint-Just zu einer Commune nouvelle mit dem Namen La Chapelle-Longueville zusammengelegt. Die Gemeinde Saint-Just gehörte zum Arrondissement Évreux, zum Kanton Pacy-sur-Eure und zum Kommunalverband Portes de l’Eure (CAPE). 

## Geografie
Saint-Just liegt etwa 22 Kilometer ostnordöstlich von Évreux und etwa drei Kilometer nordwestlich von Vernon an der Seine.

## Bevölkerungsentwicklung
| 1962                       | 1968 | 1975 | 1982 | 1990 | 1999 | 2006 | 2018 |
| -------------------------- | ---- | ---- | ---- | ---- | ---- | ---- | ---- |
| 444                        | 506  | 756  | 840  | 855  | 1292 | 1329 | 1283 |
| Quellen: Cassini und INSEE |      |      |      |      |      |      |      |

## Sehenswürdigkeiten

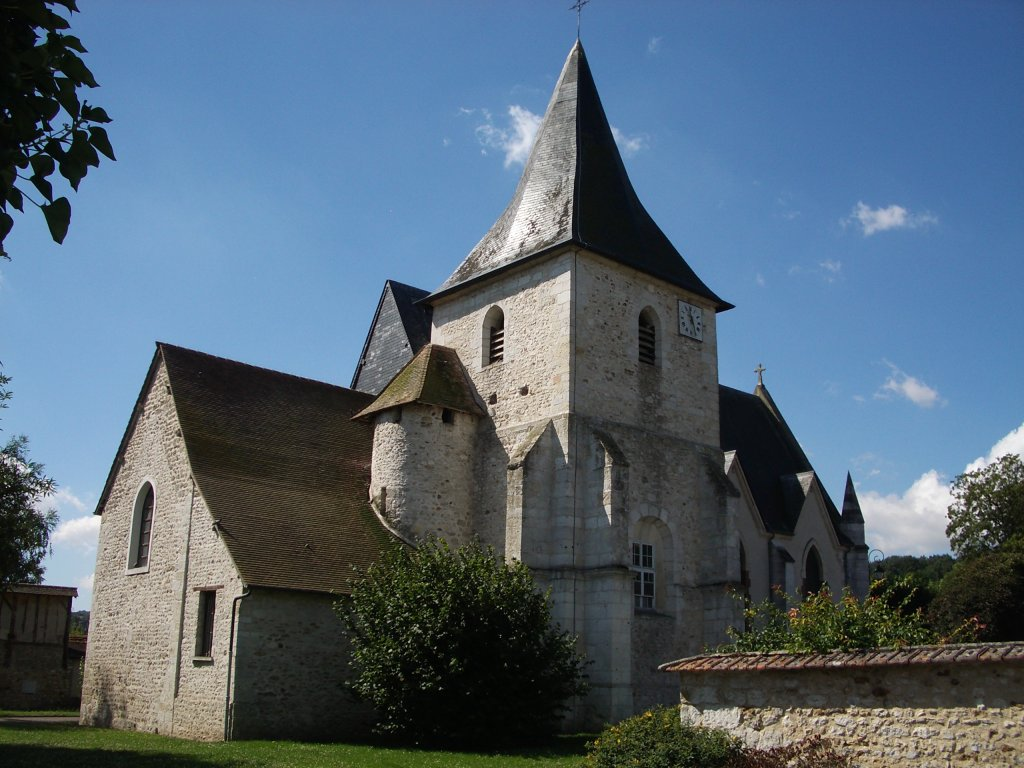
Kirche Saint-Just
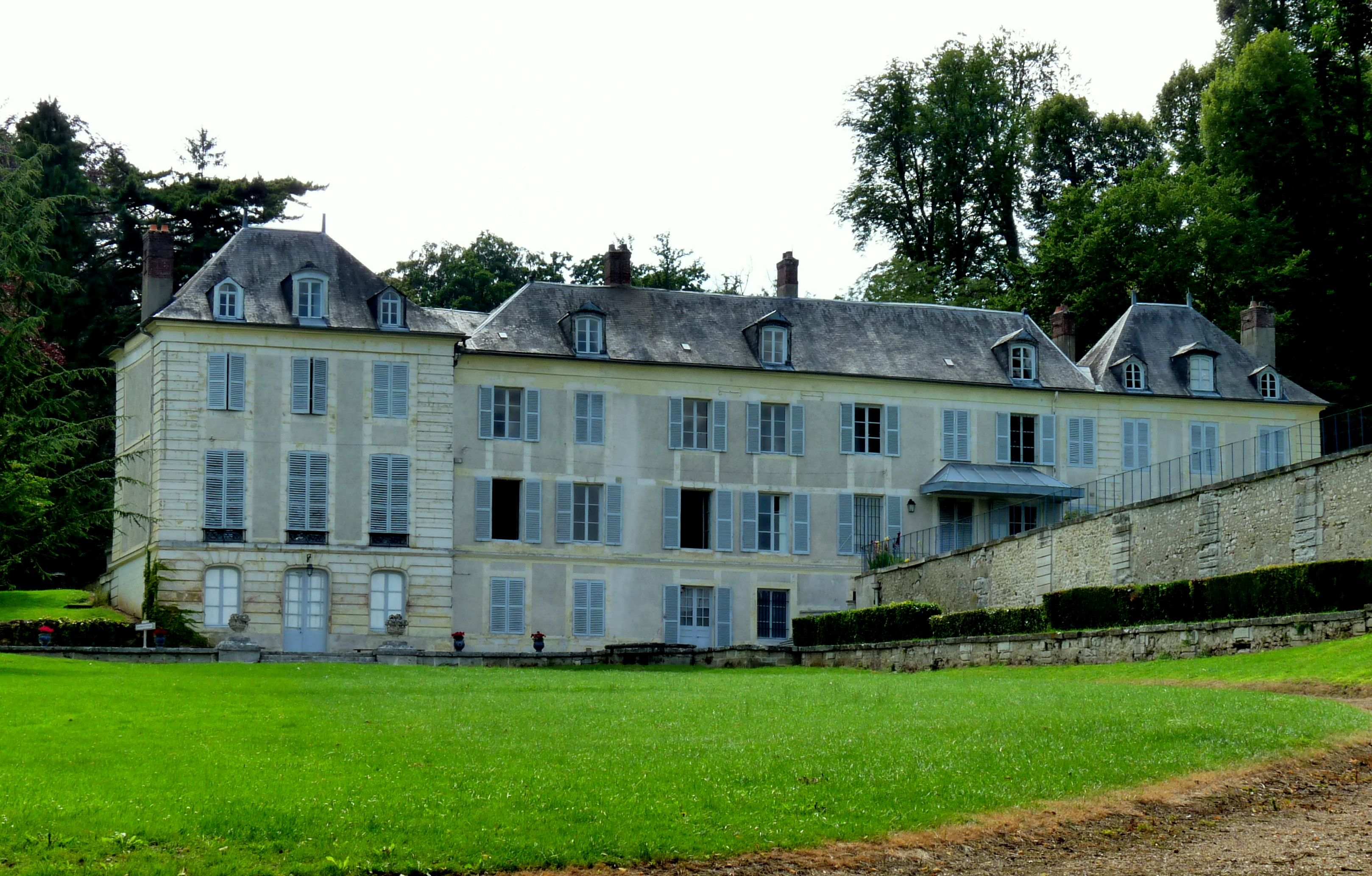
Schloss Saint-Just, Monument historique
- Schloss Le Rocher
- alte Waschhäuser

- Kirche Saint-Just
- Schloss Saint-Just

## Persönlichkeiten
- Émile Appay (1876–1935), Maler